# Поліха Теодор Сафатович
Теодор Сафатович Поліха (1884, с. Жабче, Австро-Угорщина — 15 лютого 1963, м. Чортків, нині Україна) — український педагог, громадський діяч. Воював в УГА, учасник Чортківської офензиви.

## Життєпис
Теодор Поліха народився 1884 року у селі Жабче (згодом Муроване), нині Белзької громади Шептицького району Львівської области України.
Закінчив Львівський університет. Викладач (до 1913) у гімназії м. Коломия (нині Івано-Франківська область); у м. Перемишль (нині Пшемисль, Польща) — у чоловічій гімназії (1913—1939), в Українському інституті для дівчат, ректор бурси святого Миколая; викладач української гімназії в м. Ярослав (1940—1941, Польща), 1941—1944 — директор української гімназії у Чорткові.
Діяльний в Українській військовій організації, товариствах «Пласт», «Сокіл», «Учительська громада», «Рідна школа».